# Campethera mombassica
Campethera mombassica е вид птица от семейство Picidae.

## Разпространение
Видът е разпространен в Кения, Сомалия и Танзания.